# Præsidentvalget i USA 1924
Ved det amerikanske præsidentvalg 1924 var der tre seriøse kandidater til præsidentposten. Den republikanske kandidat var den siddende præsident Calvin Coolidge, der som vicepræsident havde indtaget posten ved præsident Warren G. Hardings død. Han blev udfordret af demokraternes John W. Davis samt det nydannede progressive partis kandidat Robert M. La Follette, Sr.
Coolidge vandt komfortabelt valget af flere årsager. For det første fik han kredit for det økonomiske opsving samt den relative ro på udenrigsfronten, efter at 1. verdenskrig var kommet lidt på afstand. For det andet blev han hjulpet af splittelse hos demokraterne. Deres kandidat, John W. Davis, var et relativt ukendt kongresmedlem fra West Virginia, der var temmelig konservativ, hvilket ikke huede en række mere liberale demokrater. De valgte i stedet at give deres støtte til den tredje kandidat, Robert M. La Follette, Sr. fra Wisconsin.
Resultatet blev, at Coolidge fik 382 valgmandsstemmer (54,0 % af stemmerne) mod Davis' 136 valgmandsstemmer (28,8 %) og La Follettes 13 valgmandsstemmer – han vandt kun hjemstaten Wisconsin – (16,6 %), hvilket var en af de største sejre i præsidentvalgenes historie.
Valget var det første, hvor de amerikanske indianere havde opnået statsborgerskab og dermed stemmeret.